# Pēteris Vasks

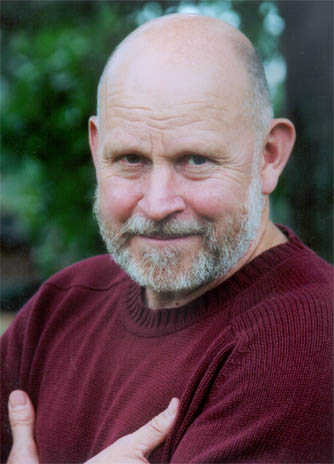
Pēteris Vasks

Pēteris Vasks (Aizpute (Letland), 16 april 1946) is een Lets componist, geboren als zoon van een predikant (Baptist).

## Biografie
Zijn eerste compositie schreef hij toen hij 8 jaar oud was. Zijn muzikale opleiding begon aan de Emīls Dārziņš-muziekschool in Riga vervolgens aan de Litouwse Muziekacademie in Vilnius, waar hij voornamelijk contrabas studeerde bij Vitautas Sereika. Van 1963 tot 1978 was hij dan ook contrabassist bij de Litouwse Nationale Filharmonie (1966-1969), het Kamerorkest van Letland (1969-1970) en het Orkest van de Letse Omroep (1971-1974).
Daarnaast studeerde hij van 1973 tot 1978  compositie aan de Letse Muziekacademie (Riga) bij Valentin Utkin. Hij verwerkt oude Letse muziek in zijn composities en zijn muziek gaat meestal over de strijd van mens en natuur; de schoonheid, maar tegelijk ook de dreiging van de natuur. Zoals we wel vaker bij componisten uit de wat noordelijker gelegen gebieden zien, verwijst ook hij met zijn muziek naar de bedreigingen van de natuur, zoals toenemende ontbossing etc.
Sinds 1994 is Vasks erelid van de Letse Academie voor Wetenschappen en sinds 2001 is hij lid van de Koninklijke Zweedse Muziekacademie.

## Selectie van werken
- (1979): Cantabile per archi
- (1981): Zīles ziņa
- (1984): Musica dolorosa voor strijkorkest
- (1989): Concert voor althobo en orkest
- (1991): Symfonie nr. 1 (Balsis)
- (1991): Pater Noster
- (1993): Litene (Letse muziekprijs)
- (1993-1994): Celloconcert
- (1996): Dona nobis pacem
- (1996): Vioolconcert Tāla gaisma (Ver licht; Letse muziekprijs)
- (2000): Strijkkwartet nr. 4
- (2000): Mis; gereviseerd in 2005
- (2000): Symfonie nr. 2 (Letse Muziekprijs)
- (2002): Plainscapes
- (2004-2005): Symfonie nr. 3
- (2009): Concert voor fluit en orkest
- (2012): Concert voor cello en strijkorkest Klātbūtne  - geschreven voor Sol Gabetta
- (2013): The fruit of silence voor koor en orkest/piano
- (2015): Concert voor altviool en strijkorkest

- Bibsys: 4044020
- Bibliothèque nationale de France: cb13975720b (data)
- CiNii: DA10977115
- Gemeinsame Normdatei: 120974746
- International Standard Name Identifier: 0000 0001 0993 8749
- Library of Congress Control Number: n91024706
- Nationale Bibliotheek van Letland: 000035238
- MusicBrainz: e87fd6a2-8f83-4451-9b0c-4ba4e0d855cb
- Nationale Bibliotheek van Tsjechië: js20040223001
- Nationale Bibliotheek van Israël: 987007333139505171
- Nederlandse Thesaurus van Auteursnamen: 20276186X
- Istituto Centrale per il Catalogo Unico: CFIV147265
- SNAC: w6r28zs8
- Système universitaire de documentation: 083440755
- Virtual International Authority File: 84231675
- WorldCat: E39PBJvMwMDyvf3g66XhxkyWXd